# Rafael Leónidas Trujillo
 For alternative betydninger, se Trujillo.
Rafael Leónidas Trujillo Molina, Rafael Trujillo  eller også kendt som El Trujillo (24. oktober 1891 – 30. maj 1961) var diktator af den Dominikanske Republik i 1930-61.
Han begyndte sin militærkarriere under den amerikanske besættelse. I 1930 blev han valgt præsident med 95% af stemmerne. Officielt var Trujillo kun præsident i 1930-38 og 1942-52, men i virkeligheden regerede han landet som diktator indtil sin død.
Trujillo led af storhedsvanvid: hovedstaden Santo Domingo blev omdøbt "Ciudad Trujillo" i 1936 og landets højeste bjerg Pico Duarte blev "Pico Trujillo".
Han blev myrdet i 1961.

## Andet
- La Fiesta del Chivo, en roman af Mario Vargas Llosa der handler om Trujillo
- I sommerfuglenes tid, roman (1994) af Julia Alvarez om Mirabel-søstrene som blev myrdet under Trujillos diktatur

1. ↑  Navnet er anført på engelsk og stammer fra Wikidata hvor navnet endnu ikke findes på dansk.
2. ↑  Navnet er anført på engelsk og stammer fra Wikidata hvor navnet endnu ikke findes på dansk.